# Всеволожский, Николай Сергеевич
Николай Сергеевич Всеволожский (8 ноября 1772 — 9 февраля 1857, Москва) — русский государственный и военный деятель, историк, типограф, библиофил. Кавалер ордена Святого Георгия IV степени (1792). Тверской гражданский губернатор (1817—1826). Брат Анны Голицыной и Софии Мещерской.

## Биография
Представитель дворянского рода Всеволожских. Родился 8 ноября 1772 года в семье генерал-поручика Сергея Алексеевича Всеволожского и его жены Екатерины Андреевны Зиновьевой (даты в статье даются по юлианскому календарю). В 1786 году поступил на службу в Семёновский лейб-гвардии полк. Принимал участие в Русско-шведской войне (1788—1790), Русско-польской войне (1792) и в подавлении Восстания Костюшко (1794). 28 июня 1792 года был награждён орденом Святого Георгия IV степени. В 1796 году вышел в отставку в звании полковника, позднее поступил в Коллегию иностранных дел.
В 1808 году Всеволожский стал вице-президентом и управляющим московским отделением Медико-хирургической академии (оставался им по 1818 год) . В 1809 году основал в Москве типографию. Оборудование для типографии он закупил во Франции на сумму 150 тысяч рублей. Типография преимущественно выполняла заказы, там печатались художественные, исторические, медицинские и другие книги. В 1812 году после захвата Москвы войсками Наполеона в усадьбе Всеволожских поселился генерал Компан, а типографию переименовали в «Императорскую типографию Великой армии». После освобождения Москвы Всеволожский возобновил работу типографии. В 1817 году он продал свою типографию Главному управлению училищ в Санкт-Петербурге. При Всеволожском в типографии было напечатано 128 книг, среди которых его труд «Историко-географический словарь Российской империи» (т. 1—2, 1813, на французском языке). 

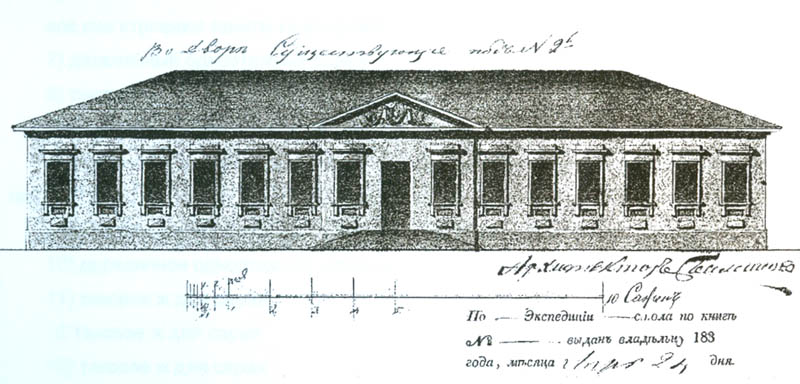
Усадьба Всеволожских. Вид со двора.

27 августа 1817 года Всеволожский был назначен гражданским губернатором Твери. 5 января 1826 года ушёл в вынужденную отставку за «неправильный донос на чиновника». После отставки Всеволожский вернулся в Москву и посвятил себя литературной деятельности. Среди известных произведений Всеволожского: водевиль «Актёры между собой», написанный им в 1821 году в соавторстве с Н. И. Хмельницким, труды «Путешествие через Южную Россию, Крым и Одессу в Константинополь, Малую Азию, Северную Африку, Мальту, Сицилию, Италию, Южную Францию и Париж в 1836–1837 годах» (т. 1—2, 1839) и «Хронологический указатель внешних событий русской истории, от пришествия варягов до вступления на престол ныне царствующего императора Николая I» (1845). В 1830 году Всеволожский дважды встречался с А. С. Пушкиным: в 22 марта на вечере у Михаила Погодина и 20 июля. Николай Всеволожский собрал большую библиотеку, в которую входили редкие книги.
Николай Сергеевич Всеволожский умер в Москве 9 февраля 1857 года. Похоронен на кладбище Новодевичьего монастыря. Могила уничтожена в советское время.

## Адреса
В Москве Николай Сергеевич жил в усадьбе Всеволожских на улице Тимура Фрунзе (д. 11, стр. 56). В 2008 году усадьба была полностью разобрана. Позднее вместо неё был построен муляж из современных материалов.

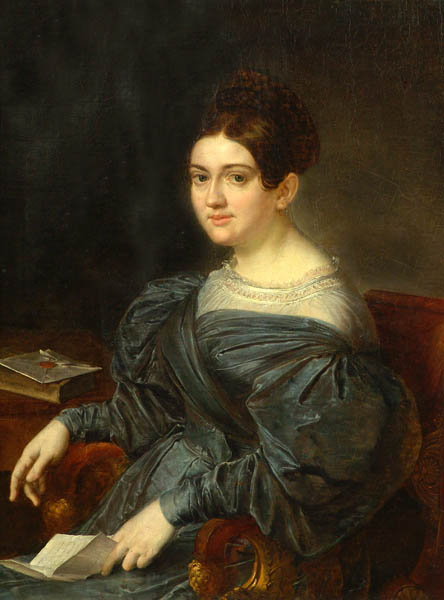
Лидия Николаевна, дочь

## Семья
Всеволожский был дважды женат, во второй раз на француженке, от которой имел дочерей, рожденных до брака, по фамилии Вельмирские:
- Софья Николаевна (1800— ?), в замужестве с октября 1822 года[8] за тверским вице-губернатором Константином Григорьевичем Волковым.
- Лидия Николаевна (1802—1881), в первом браке (с 17 апреля 1821 года)[9] за полковником Николаем Артамоновичем Кожиным (1794—14.02.1824)[10]; во втором — с  4 февраля 1835 года[11] замужем за французским писателем графом Полем де Жюльвекуром (ум. 1845). По отзывам современников, графиня Жюльвекур была «умная и весьма привлекательная женщина», «трудно было встретить более кроткую и приветливую личность, она под самою скромной наружностью скрывала всестороннее образование и редкие для женщины солидные познания»[12]. Овдовев во второй раз и потеряв единственную дочь Ольгу (1836—1854), жила в одиночестве в Москве, где и умерла.
- Миндора Николаевна (1806— ?)
- Елизавета Николаевна (1811—1830), с 1829 года замужем за Павлом Ивановичем фон Розенмейером (1795—1853).